# グリューナー・ヴェルトリーナー
グリューナー・ヴェルトリーナー（グリューナー・フェルトリーナー、ドイツ語: Grüner Veltliner、発音: [ˈɡʁyːnɐ fɛltˈliːnɐ] ( 音声ファイル)）は白ワインに用いられるワイン用ブドウ品種であり、主にオーストリア、ハンガリー、スロバキア、そしてチェコで栽培されている。葉は五裂であり、ブドウの房は細長いが小さく、濃い緑色のブドウが北半球では10月中旬から下旬に熟する。
2008年のオーストリアにおけるグリューナー・ヴェルトリーナーの栽培面積は17,151ヘクタールであり、オーストリアにおけるブドウ園の32.6%を占めた。そのほぼ全てがオーストリアの北東部で栽培されており、グリューナー・ヴェルトリーナーはオーストリアで最も栽培されているブドウ品種である。最北東部のポイスドルフの周辺ではスパークリングワインも製造されている。ドナウ川に沿ってウィーンの西側までの、ヴァッハウやクレムスタール、カンプタールにおいては土壌をほとんどの保つことのできないような急な斜面に設けられた段々畑でリースリングと共に栽培されている。グリューナー・ヴェルトリーナーから生まれるワインは非常に純粋で長い熟成に耐えるミネラルに富んだワインであり、世界の素晴らしいワインのいくつかとの比較に耐えられるものである。オーストリア・ワイン・マーケティング協会が主催した近年のブラインドテイスティングでは、グリューナー・ヴェルトリーナーのワインはロバート・モンダヴィやメゾン・ルイ・ラトゥールといった世界レベルのシャルドネを上回る好評を得た。
オーストリア国外では、グリューナー・ヴェルトリーナーはチェコ共和国で2番目に多く栽培されている白ブドウ品種であり、その栽培面積は約2,120ヘクタールで、チェコにおけるワイン生産量の約11%を占めている。近年ではいくつかの米国のワイナリーがグリューナー・ヴェルトリーナーの栽培とワイン生産を始めた。その中には、マサチューセッツ州のワイナリー及びブドウ園、バージニア州シャーロッツビルのBlenheim Vineyards、バージニア州スウォープ（シェナンドー・バレーAVA）にあるHazy Mountain社のLittle North Mountain Vineyard、オレゴン州、メリーランド州、ニューヨーク州のノース・フォーク・オブ・ロング・アイランドAVAやフィンガー・レイクスAVA、カリフォルニア州のナパ・ヴァレー、クラークスバーグAVA、モントレーAVA、サンタ・イネス・バレーAVA、オハイオ州のアシュタビューラ郡、ニュージャージー州南部のベルビューワイナリー、ペンシルベニア州、そしてミシガン州南西のミシガン湖岸AVAが含まれる。グリューナー・ヴェルトリーナーはオーストラリアでも栽培されており、特に南オーストラリア州のアデレード・ヒルズが知られる。また、カナダのブリティッシュコロンビア州のオカナガン・ヴァレーでも栽培が行われている。
一部のブドウ品種学者（例えば1887年にブドウ品種学のハンドブックを出版したヘルマン・ゲーテ）は長らくグリューナー・ヴェルトリーナーは他の「ヴェルトリーナー」の名前を有する品種（例えばローター・ヴェルトリーナー）とは無関係であるか、遠縁であると考えてきた。1990年代後半に行われたDNA分析により、グリューナー・ヴェルトリーナーの片方の親がサヴァニャン（トラミネール）であることが確実になったが、調査対象となった候補の中からはもう一方の親を見つけることができなかった。もう一方の親が後に発見されたが、それは名もない品種の一本のみ存在する放棄された非常に古く弱ったブドウの木で、オーストリアのアイゼンシュタット郊外のザンクト・ゲオルゲン・アム・ライタゲビルゲで発見された。このブドウはそれゆえ、「ザンクト・ゲオルゲン」と呼ばれている。
グリューナー・ヴェルトリーナーは特に食べ物と合わせやすいワインであるとの評価を得ており、レストランのワインリストでおいて人気がある。グリューナー・ヴェルトリーナーからは様々な種類のワインが作られる。多くはウィーンのホイリゲ（新酒を提供するワイン酒場）での若飲み用だが、スパークリングワインも少量生産され、また、一部は長い熟成に耐える。ウィーンの西側のドナウ川沿いの急峻なブドウ園では非常に純粋でミネラルに富んだ熟成に向くグリューナー・ヴェルトリーナーが作られる。平野部においては、柑橘や桃の香りがより明確になり、コショウや場合によってはタバコのようなスパイシーな香りを有する。

## 歴史

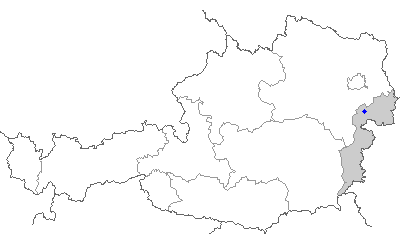
オーストリア東部のブルゲンラント州にあるアイゼンシュタットの場所。近隣にグリューナー・ヴェルトリーナーの親である品種の生き残りが発見されたザンクト・ゲオルゲン・アム・ライタゲビルゲが所在する。

グリューナー・ヴェルトリーナーは北イタリアのヴァルテッリーナ（ドイツ語: Veltlin）に由来するその名前から古代ローマに遡ると信じられてきたが、ブドウ品種学者やワイン歴史学者たちはまだブドウとイタリアのコミューンとの関係を発見知るに至っていない。グリューナー・ヴェルトリーナーはオーストリアの在来種であると考えられる。現在の名称が文書上に初めて登場するのは1855年であり、それまではWeißgipflerとして知られていた。1930年代になってようやく、グリューナー・ヴェルトリーナーが標準名称として確立された。第二次世界大戦まで、グリューナー・ヴェルトリーナーはただのオーストリアのブドウの一種だとみなされていたが、レンツ・モーザーがハイカルチャー（ドイツ語: Hochkultur）仕立てを導入して以来、1950年代からは急速に栽培が拡大し、その後、オーストリアので最も栽培されている品種となった。
近年、2002年にマスター・オブ・ワインのジャンシス・ロビンソンとティム・アトキンによって主催されたワイン鑑定会によってグリューナー・ヴェルトリーナーへの関心が高まっている。その会ではオーストリアのグリューナー・ヴェルトリーナーがブルゴーニュの高名な「グランクリュ」の白ワインを上回る評価を得た。

### 血統

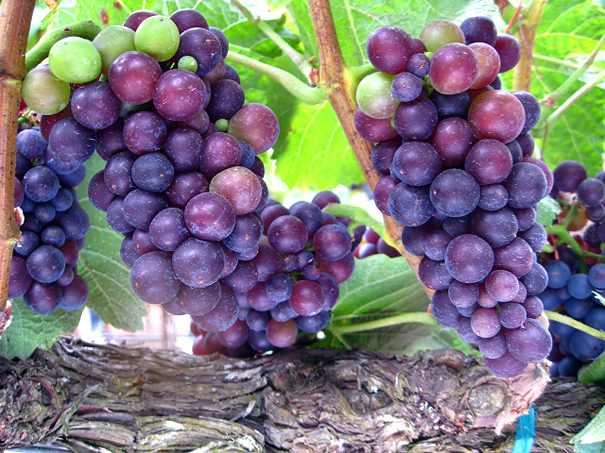
サヴァニャンを経て、グリューナー・ヴェルトリーナーはピノ・ノワール（写真）の孫もしくは異母兄弟である

2007年、DNA分析により、グリューナー・ヴェルトリーナーはサヴァニャン（トラミネール）とオーストリア東部のブルゲンラント州のアイゼンシュタット郊外のザンクト・ゲオルゲン・アム・ライタゲビルゲにある無名のブドウの自然交配によって生まれたことが明らかになった。この無名のブドウは19世紀後半以降ブドウ園であったことのない牧草地の荒れた一角で2000年にはじめて発見された。そして、その場所で過去1世紀において最後のブドウであったと推定された。現地の有識者たちはそのブドウの品種を判別することができなかった。2005年にそのブドウが引き抜かれる危機に瀕したとき、追加のサンプルが採取され、後にクロスターノイブルクで分析された。その後、フェルディナント・レグナーによる遺伝子分析により、「ザンクト・ゲオルゲンのブドウ」がグリューナー・ヴェルトリーナーの親であることが確定した。
ザンクト・ゲオルゲンのブドウは一時は「グリューナー・ムスカテラー（ドイツ語: Grüner Muskateller）」の別名で知られていたが、マスカット系のブドウとは直接の関係がないようである。2011年2月、樹齢500年以上と考えられていたザンクト・ゲオルゲンのブドウの唯一の生き残りは何者かによっていたずらされ、複数個所をひどく切りつけられていた。ブドウの木はオーストリア政府が天然記念物に指定したことによって生き残った。ブドウ品種学者たちは現在、ブドウ園での植え付けと商業的な栽培に向けて挿し木を行っている。

### 他のブドウ品種との関係
グリューナー・ヴェルトリーナーは親であるサヴァニャンを経て、ロートギプフラーの異母兄弟であり、サヴァニャンと親子関係にあるピノ・ノワールと孫もしくは異母兄弟の関係にある。DNA型鑑定ではピノ・ノワールとサヴァニャンのどちらが親でどちらが子なのか明らかにできていないため、この関係の本質はまだ明らかではない。
「グリューナー・ヴェルトリーナー」という名前にもかかわらず、ローター・ヴェルトリーナーやフリュアーローター・ヴェルトリーナーといった他のヴェルトリーナーの名前を有するブドウとの関係は知られていない。灰色の果実の「グラウアー・ヴェルトリーナーー（ドイツ語: Grauer Veltliner、Veltliner Grauとしても知られる）」は一時は別の品種だと考えられていたが、1996年のDNA分析結果により、グリューナー・ヴェルトリーナーの突然変異であることが明らかになった。

## 栽培

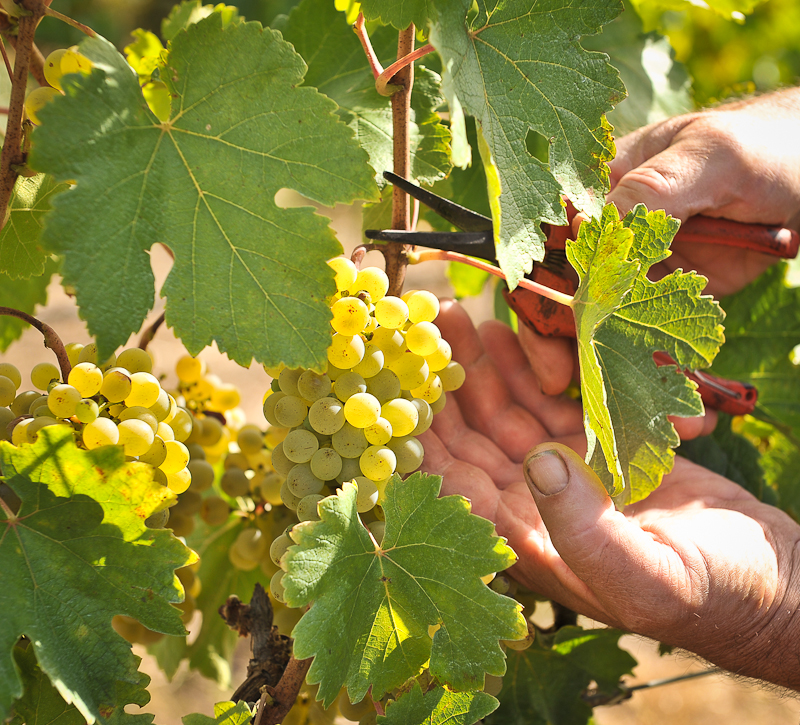
アデレード・ヒルズのハーンドルフヒル ブドウ園で手摘みされているグリューナー・ヴェルトリーナー

グリューナー・ヴェルトリーナーは中生のブドウ品種であり、このブドウが栽培されるヨーロッパ北部のワイン生産地域において通常は問題なく生理的成熟に達することができる。小さな黄緑色の果実を付け、非常に実り豊かで歩留まり良好となりうる。グリューナー・ヴェルトリーナーはべと病やうどんこ病といった病害や葉を食害するサビダニの侵入への感受性が非常に高い。
グリューナー・ヴェルトリーナーは様々な種類の土壌で育つことができるが、ワイン専門家のオズ・クラークは黄土の割合の高い土壌においてよく育つ傾向にあるとしている。新しいブドウ園は様々な仕立て方を実験しているが、オーストリアではグリューナー・ヴェルトリーナーは伝統的にレンツ・モーザーが1920年代に開発した方式で仕立てられている。この仕立て方はブドウの木を3.5mの広い間隔で植えることで木の密度を下げることを目的にブドウが幹が比較的高く（1.3m）成長することを許しているため、ハイカルチャー（ドイツ語: Hochkultur）方式として知られている。

## 地域
グリューナー・ヴェルトリーナーはオーストリアと最も近く関連付けられている。オーストリアではグリューナー・ヴェルトリーナーは最も幅広く栽培されているブドウ品種であり、2012年の統計では17,034ヘクタールの栽培面積を有し、オーストリアのブドウ栽培面積の3分の1近くを占めている。グリューナー・ヴェルトリーナーは5つのDistrictus Austriae Controllatus (DAC)地域で認定されている；ヴァインフィアテルでは使用が認められている唯一のブドウ品種である；ライタベルクでは単一品種のヴァラエタルワインとして醸造することも、ピノ・ブランやシャルドネ、ノイブルガーとブレンドすることも可能である；トライゼンタールやクレムスタール、カンプタールではリースリングと共に栽培されている。グリューナー・ヴェルトリーナーはニーダーエスターライヒ州のドナウラント（現在ではヴァーグラム地域として知られる）やヴァッハウでも栽培がみられる。ドナウ川に沿ってパンノニア平原からの暖かい空気の流れが東から西に吹き、ブドウを暖める。この地域では桃の香りを有するフルボディのワインが生産される傾向がある。

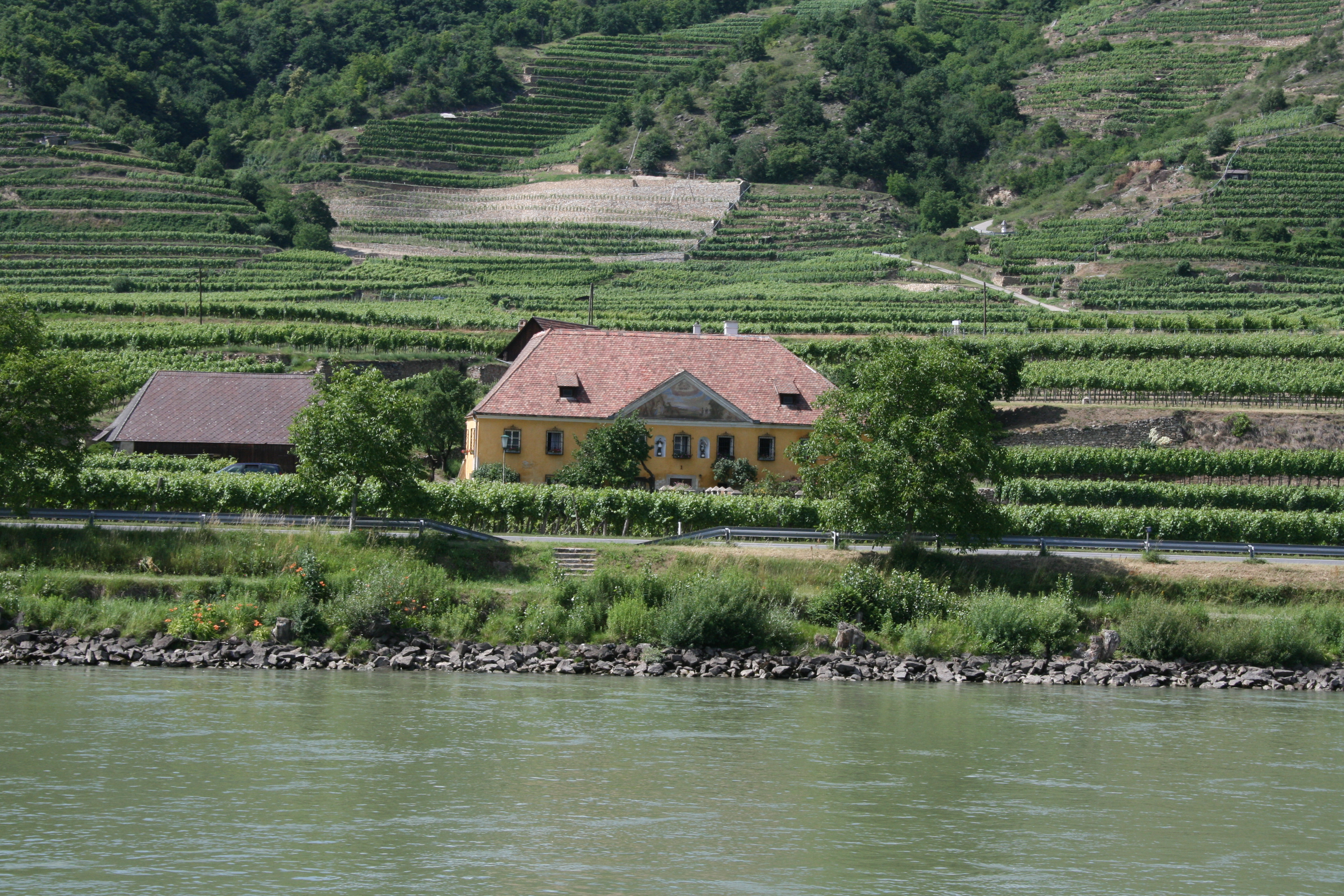
ヴァッハウのドナウ川沿いのブドウ園で栽培されているグリューナー・ヴェルトリーナー

チェコ共和国及びスロヴァキアとの国境沿いにあるオーストリア北東部のヴァインフィアテル地域はオーストリアのグリューナー・ヴェルトリーナーの半分以上が栽培されており、2012年の統計では8,529ヘクタールの栽培面積を有する。ここではグリューナー・ヴェルトリーナーは非常に高い歩留まり（最大100ヘクトリットル/ヘクタール、もしくは5.7トン/エーカー）を有し、さわやかな酸と若い果実味のあるシンプルながぶ飲み向けのワインと発泡性のゼクトに用いるベースワインを生産することができる。一方、歩留まりが制限される良い立地のブドウ園においては、ワイン生産者たちはコショウやミネラル、柑橘系の香りを有し、熟成されるとブルゴーニュワインのような特徴を持つフルボディで辛口のワインを生産することができる。
ハンガリーとの国境沿いにあるノイジードル湖沿岸のブドウ栽培地域については、湖の東岸では1,272ヘクタールのグリューナー・ヴェルトリーナーが栽培され、西岸のノイジードラーゼー・ヒューゲルラント「丘陵地帯」では882ヘクタールが栽培されている。ここでは甘口のアウスレーゼや貴腐ワインのトロッケンベーレンアウスレーゼを生産することができる。
クレムス・アン・デア・ドナウのすぐ東のクレムス＝ホレンブルクではオーストリアで最も古いブドウ園があり、樹齢150年以上のグリューナー・ヴェルトリーナーの古木が商業的なワイン生産のためにいまだに使用されている。

### ヨーロッパの他の地域
スロバキアではグリューナー・ヴェルトリーナーはVeltlinske Zelenéとして知られ、その国で最も広く植えられている白ブドウ品種である。グリューナー・ヴェルトリーナーの栽培面積は3,805ヘクタールであり、スロバキアにおけるブドウの栽培面積の5分の1近くを占めている。国境をまたいだチェコ共和国においてもグリューナー・ヴェルトリーナーは同様の現地名のVeltlinské zelenéと呼ばれており、2011年には1,713ヘクタールの栽培面積がある。
オーストリア国境沿いにあるイタリア北東部のアルト・アディジェではVeltlinerを名前に有するブドウ（特にVeltliner bianco）は事実上全てグリューナー・ヴェルトリーナーである可能性が高い。一時期、アルト・アディジェの古いブドウ園ではフリュアーローター・ヴェルトリーナーが植えられていたが、そのほとんどが引き抜かれ、ほかの品種へと置き換えられた。グリューナー・ヴェルトリーナーはヴァルダーディジェ DOCとヴァッレ・イサルコ DOCのデノミナツィオーネ・ディ・オリージネ・コントロッラータ (DOC) ワインで使用が許可されている。
ドイツではグリューナー・ヴェルトリーナーはヴュルテンベルク地域にあるシュトゥットガルト近郊のプロヒンゲンで生産されていた歴史的なハンセンワインに使用されていた。フランスではグリューナー・ヴェルトリーナーはどのアペラシオン・ドリジーヌ・コントロレ (AOC) ワインでも許可されていないが、数ヘクタールの実験的な栽培がおこなわれている。
ハンガリーではグリューナー・ヴェルトリーナーはZöld Veltliniとして知られ、1,439ヘクタールが栽培されている。栽培の多くはバラトン湖周辺の西部のワイン生産地域や、マートラ山地の山麓の丘にある北部のブドウ園、トルナ県やクンシャーグの南部のワイン生産地域で見られる。ブルガリアでもグリューナー・ヴェルトリーナーの栽培がいくらか見られる。

### 新世界

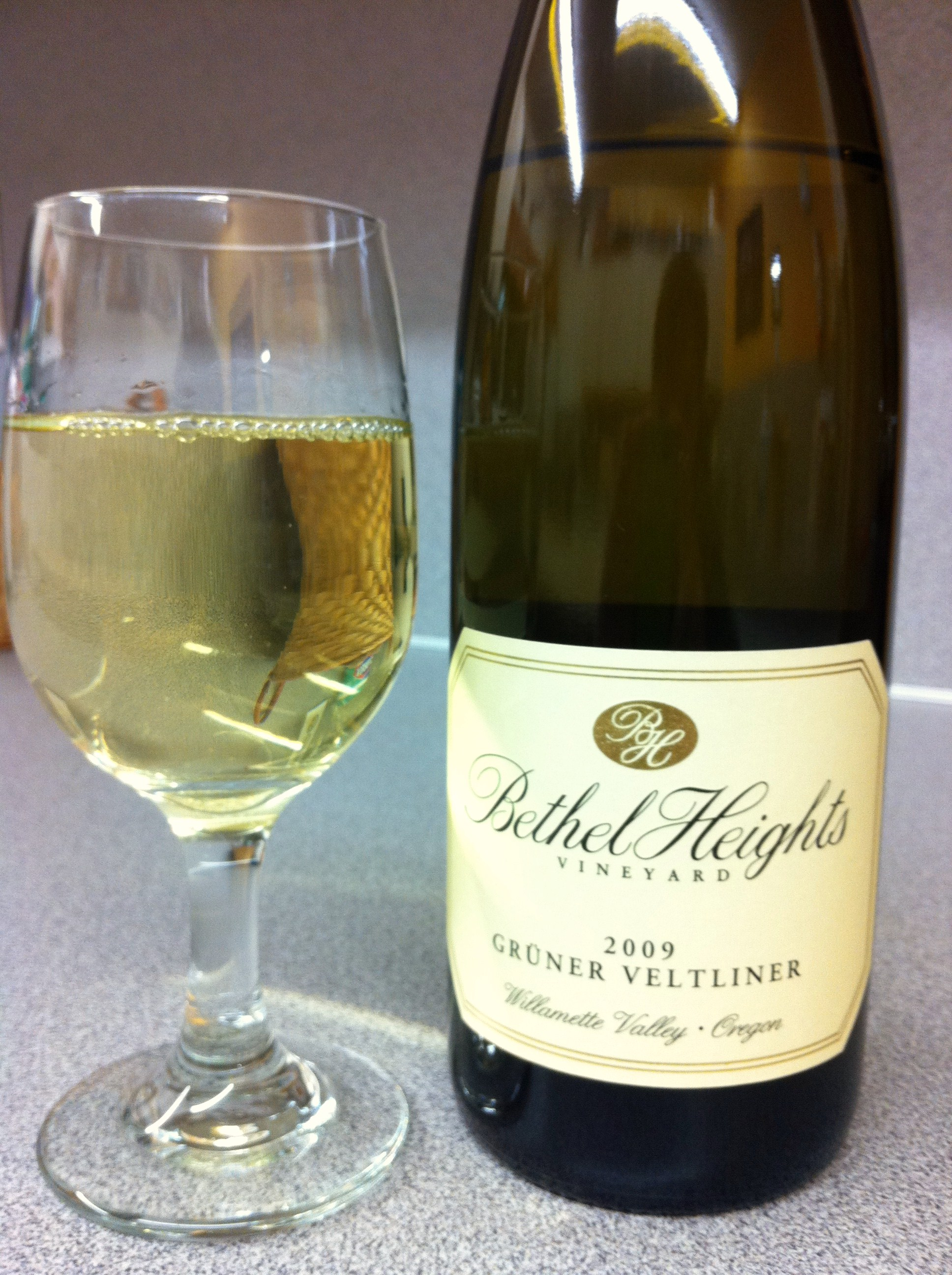
オレゴン州のウィラメット・ヴァレーAVAのグリューナー・ヴェルトリーナー

近年、グリューナー・ヴェルトリーナーの栽培はオーストラリアやニュージーランド、アメリカ合衆国、カナダといった新世界ワインの地域にも広がっている。ニュージーランドではグリューナー・ヴェルトリーナーは北島のギズボーン地方に初めて植えられ、商業生産された初のワインがクーパーズ・クリーク・ヴィンヤードから2008年に発売された。それ以来、グリューナー・ヴェルトリーナーの栽培は南島のワイン生産地域であるマールボロ地方やセントラル・オタゴにも広まっていった。世界で最も南にあるブドウ園の1つであるアタ・マラ（Ata Mara）でも栽培されており、最初のワインは2013年に製造された。セントラル・オタゴの気候はオーストリアのヴァッハウと似て、日中は暑く、夜は涼しい。
カナダではグリューナー・ヴェルトリーナーはブリティッシュコロンビア州でみられる。国境をまたいだアメリカ合衆国では、グリューナー・ヴェルトリーナーはカリフォルニア州、ワシントン州、オレゴン州、アイダホ州、そしてニューヨーク州で小規模な栽培がみられる。オレゴン州では、チェハレム・マウンテンズAVA、エオラ・アミティ・ヒルズAVA、ウィラメット・ヴァレーAVA、そしてアムクワ・ヴァレーAVAの米国政府認定ブドウ栽培地域で栽培がみられる。アムクワ・ヴァレーのReustle Prayer Rock Vineyardsは2005年に米国で初めてグリューナー・ヴェルトリーナーを用いたワインの商業的な生産を始めたとされている。そのほかのオレゴン州における特筆すべき栽培者としては、チェハレム・ワイナリー、ラプター・リッジ・ワイナリー、そしてイルヒー・ヴィンヤーズがある。ニューヨーク州のフィンガー・レイクスAVAは冷涼な気候と氷河により形成されたフィンガー・レイクスとの近さが早春と冬の過剰な寒さを和らげてくれることから、小規模なグリューナー・ヴェルトリーナーの小規模な栽培がおこなわれている場所の一つである。ラモロー・ランディングはグリューナー・ヴェルトリーナーのワインを生産しているフィンガー・レイクスの数少ない特筆すべきワイナリーの1つである。
アメリカ合衆国におけるその他のグリューナー・ヴェルトリーナーの栽培は、メリーランド州、バージニア州、ニュージャージー州のアウター・コースタル・プレーン AVA、そしてペンシルベニア州のリーハイ・バレー AVAで見られる。アメリカのグリューナー・ヴェルトリーナーはミディアムボディで軽い果実味があり、強い酸味とスパイスの風味を有する傾向にある。
カリフォルニアでは、初期のグリューナー・ヴェルトリーナーの栽培の1つがナパ・ヴァレーのダイヤモンド・マウンテン・ディストリクト AVAで行われた。2006年時点では、ダイヤモンド・マウンテンのフォン・ストラッサー・ワイナリーにおける1⁄3エーカー (0.13ヘクタール)の栽培がカリフォルニア州で記録されているグリューナー・ヴェルトリーナーの唯一の栽培場所であった。

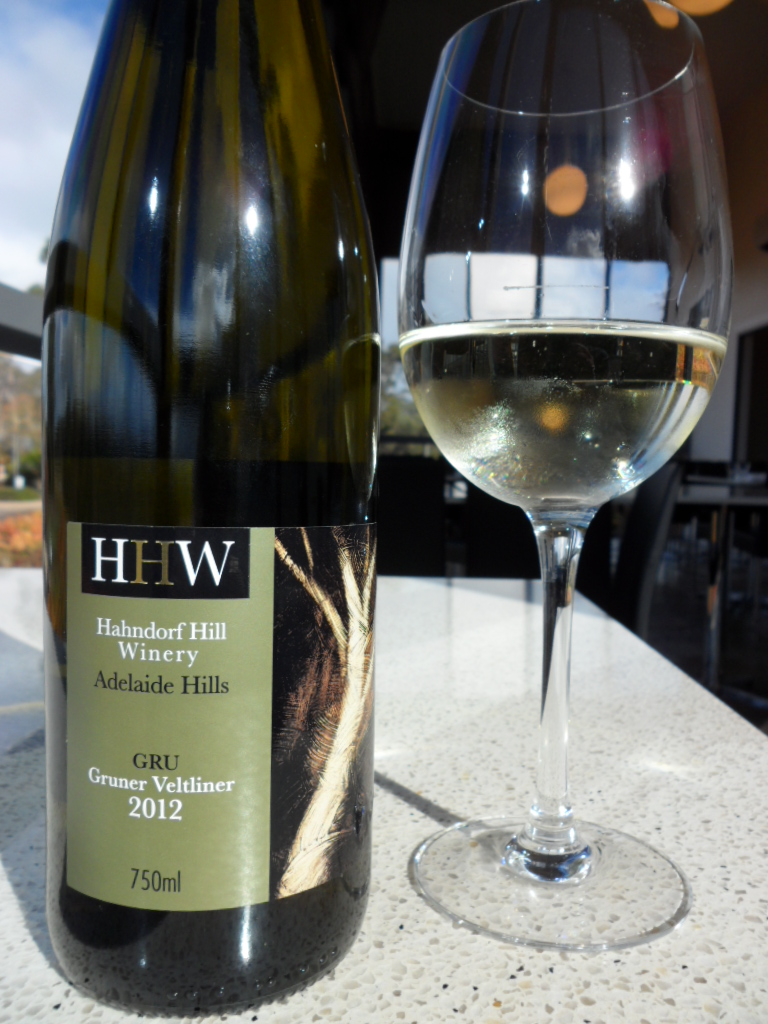
アデレード・ヒルズのハーンドルフヒル・ワイナリーで作られたオーストラリア産のグリューナー・ヴェルトリーナーによるワイン

オーストラリアでは、グリューナー・ヴェルトリーナーへの関心とその栽培は増しており、ワイン専門家のジェームス・ハリデーはオーストラリアワインにおける「次の目玉」になるのではないかと推測している。オーストラリアにおける最初期のグリューナー・ヴェルトリーナーの栽培は南オーストラリア州のアデレード・ヒルズにおけるハーンドルフヒル・ワイナリーで2008年に行われた。この栽培はヘンチキのブドウ栽培家のプルー・ヘンチキが代表するアデレード・ヒルズの栽培家たちによるグリューナー・ヴェルトリーナーをその地域の特徴的な品種としようとする多大な努力の一環であった。ここでは気温の日較差が大きいため、暖かい日中にブドウが糖度を高めることができる一方で、涼しい夜に酸を保つことができる。
オーストラリアにおける初のグリューナー・ヴェルトリーナーのヴァラエタルワインは2009年にキャンベラ・ディストリクトのラーク・ヒル、続いて2010年にハーンドルフヒルから発売された。

## ワインのスタイル
グリューナー・ヴェルトリーナーからは醸造後すぐに消費されることを意図したシンプルなジャグワインから瓶の中で熟成させることができるような長命なワインまで様々なワインを製造することができる。ワイン専門家のオズ・クラークによると、グリューナー・ヴェルトリーナーから作られたワインは通常、若いうちはあまりアロマティックではないが、熟成により第3アロマを増加させる。グリューナー・ヴェルトリーナーのワインからはおおむね、白コショウやレンズ豆、セロリの香りが感じられ、一部では柑橘系の香りや、よりフルボディのものにはクラークが「ハチミツをかけたような重み」と表現したものが感じられる。
多くの人が白コショウの香り（ロタンドン）をグリューナー・ヴェルトリーナーの特徴的な香りだと信じているにもかかわらず、ワイン専門家のジャンシス・ロビンソンや彼女のウェブページの他の記者たちは、それは事実とは異なるとよく記事に書いている。ロビンソン氏は、過去数十年でグリューナー・ヴェルトリーナーの白コショウの香りが分かりにくくなってきており、最近では大抵の場合、その香りがこの品種の古典的なワインの多くにおいて存在しないことに気づいた。
ワイン専門家のトム・スティーブンソンによると、グリューナー・ヴェルトリーナーのワインは大抵、軽い果実味と分かりやすいスパイス感及び特徴的な白コショウの香りがある。良好なヴィンテージの出来の良いワインはブルゴーニュで生産されたシャルドネと近く、シャルドネと同様にオーク樽の香りの強い「ふくよかな」スタイルにすることができる。オーク樽で熟成させていないワインはリースリングのワインと同様のミネラル感を示すこともある。
マスター・オブ・ワインのジャンシス・ロビンソンは、グリューナー・ヴェルトリーナーからはスパイシーなコショウのような香りのある辛口のワインが通常造られ、大抵フルボディであり、熟成によりブルゴーニュの白ワインに近いアロマや風味となる、と書いている。

## 別名
長年の間に、口語的には時折GrüVeと呼ばれるグリューナー・ヴェルトリーナーは以下のような別名で知られている；Bielospicak, Cima Biancam, Dreimänner, Feherhegyü, Feldlinger, Grauer Veltliner (オーストリアにて), Green Veltliner, Grün Muskateller, Grüne Manhardsrebe, Grüner, Grüner Muskateler (オーストリアにて), Grüner Muskateller (1930年代まで広く使われていた), Grüner Velteliner, Grüner Weissgipfler, Grüner Weltliner, Grünmuskateller, Gruner Veltliner, Manhardsrebe, Manhardtraube, Manhartsrebe, Mauhardsrebe, Mouhardrebe, Mouhardsrebe, Muskatel, Muskatel Zeleny, Nemes Veltelini, Plinia Austriaca, Ranfol bianco, Ranfol Bijeli, Ranfol Weisser, Rdeci Veltinec, Reifler Weiss, Ryvola Bila, Tarant Bily, Valtelin blanc, Valtelina vert, Valteliner, Valteliner blanc, Valteliner vert, Velteliner Grüner, Velteliner vert, Velteliner Weisser, Veltelini Zöld, Veltlin Zeleny, Veltlinac Zeleni, Veltlinec, Veltliner (アルト・アディジェにて), Veltliner blanc, Veltliner grau (オーストリアにて), Veltliner Grun, Veltliner Gruner, Veltliner Grün, Veltliner verde, Veltlini, Veltlinske zelené (スロバキアにて), Veltlínské zelené (チェコ共和国にて), Veltlinski Zelenii, Veltlinsky Vert, Veltlinsky Zeleny, Vetlinac, Vetlinac Zeleni, Weisser Raifler, Weisser Reifler, Weisser Valteliner, Weisser Velteliner, Weisser Veltliner, Weissgipfler (オーストリアにて), Weissgipfler Grüner, Yesil Veltliner, Zeleni Vetlinac (スロベニアにて), Zeleny Muskatel, Zleni Veltinac, Zöld Muskotally, Zöld Muskotalynak, Zöld Veltelini (ハンガリーにて), Zöld Velteliny, Zöldveltelini, Zold Veltelini